# Effelder (Frankenblick)
Effelder ist ein Dorf im Landkreis Sonneberg (Thüringen). Es ist Ortsteil der Gemeinde Frankenblick.

## Geographie
Effelder liegt im Tal der Effelder in etwa 380 Metern Höhe am Südrand des Thüringer Schiefergebirges. Es ist ein  Straßendorf, das sich an der B89 erstreckt.

## Geschichte
Die Ersterwähnung des Ortes wird in das Jahr 956 datiert. Eine Urkunde des Klosters Banz erwähnt „Affeldrahe“, allerdings bestehen Zweifel an der Echtheit dieses Dokumentes. Unumstritten ist Effelder eine sehr alte Siedlung. Dies wird auch an der Kilianskirche deutlich. Diese ist dem fränkischen Schutzpatron Kilian geweiht. Das Äußere der Kirche erscheint als spätmittelalterliche Wehrkirche, das Innere wirkt sehr geräumig. Die Kirche zu Effelder war Mutterkirche von 18 Gemeinden des Umlandes, das Kirchspiel reichte bis ins ca. 15 km entfernte Steinach.
Prägende Gebäude des Ortes sind das Schloss, lange im Besitz der Herren von Schaumberg, heute Sitz der Gemeindeverwaltung, sowie die Schule, ein recht imposanter Bau von 1910. Gleichwohl müssen die Schüler aus Effelder heute in umliegende Gemeinden zum Unterricht gefahren werden, in der alten Schule haben einige Vereine eine Bleibe gefunden.
Ein wertvolles Dokument zur Geschichte der Gemeinde Effelder und umliegender Orte stellt die Topographie des Kirchspiels Effelder dar, die vom damaligen Pfarrer Thimotheus Heim um 1800 verfasst wurde. Heim schilderte die geographische Lage sowie Wirtschaft und Bevölkerungsstruktur äußerst präzise und lieferte damit ein sehr genaues Abbild der bäuerlich geprägten Lebensweise der Bewohner des Effeldertales. Der Dichter Friedrich Rückert war ein gern gesehener Gast der Pfarrersfamilie, seine tiefe Zuneigung zu Heims Tochter Friederike blieb aber letztlich unerwidert. Die Grabstätte von Thimotheus Heim ist noch heute an der Kirchenmauer zugänglich.
Einen wirtschaftlichen Aufschwung erlebten Effelder sowie auch die benachbarten Ortschaften Blatterndorf, Seltendorf und Grümpen durch den Bau der Meininger Chaussee ab 1830. Diese  Straße verband den Herzogssitz Meiningen mit Sonneberg. Die Chaussee wurde für damalige Verhältnisse in einer stattlichen Breite angelegt und prägte damit das Gesicht der an ihr liegenden Orte, die sich entlang des Straßenverlaufes ausbreiteten. Heute verläuft auf dieser Trassierung die Bundesstraße 89. Die neue Straße bildete auch die Grundlage für die Entwicklung der Spielzeugindustrie etwa um die Jahrhundertwende. Für viele Familien bildete die Herstellung von Puppen (Docken) eine Lebensgrundlage. Nicht mehr benötigte Gipsformen dieser Figuren sind in den Zwischenwänden vieler (Fachwerk)-Häuser der gesamten Region Sonneberg-Neustadt-Coburg als „Mauersteine“ anzutreffen. Noch bis zur Jahrtausendwende existierte in Effelder eine Spielzeugfabrik. 1909 erfolgte mit der Bahnstrecke Eisfeld–Sonneberg der Anschluss an das Eisenbahnnetz.
1923 wurden Blatterndorf und Korberoth eingemeindet. 1992 entstand die Verwaltungsgemeinschaft Effelder mit den Orten Rabenäußig, Rückerswind und Seltendorf und 1994 folgte die Bildung der Gemeinde Effelder-Rauenstein mit Effelder als Verwaltungssitz.  Zum 1. Januar 2012 wurde Effelder im Zuge des Zusammenschlusses der Gemeinden Effelder-Rauenstein und Mengersgereuth-Hämmern Teil der Gemeinde Frankenblick.

## Verkehr
Der Ort liegt an der B 89, die von Sonneberg nach Meiningen führt. Er hat einen Haltepunkt an der Strecke Sonneberg–Eisfeld.

## Kultur und Sehenswürdigkeiten

### Bauwerke
- Das Schloss in Effelder, schon in der DDR-Zeit Sitz der Gemeindeverwaltung und Kulturhaus, war der Nachfolger der ursprünglich als Banzer Lehen von den Schaumberger Rittern um 1225 erbauten Wasserburg. Der Umbau zum Schloss erfolgte im 16. Jahrhundert.
- Der Friedhof wurde im 16. Jahrhundert mit einer Steinmauer umfasst, die auch Schießscharten auf der Ost- und Westseite aufweist.
- Neben der Kirche und dem Pfarrhaus befindet sich ein als „Steinhaus“ bekanntes Gebäude von hohem Alter. Die Ortsgeschichte erwähnt, es sei ein zum Kloster Banz gehöriger Besitz und diente den durchreisenden Mönchen als Herberge. Ein in der Wand eingelassener Stein trägt die  Inschrift:

| DISHAV SDEHED INGODE SHANDZ 1593 UMGRO PG SENKES ISDESGENAND | Sinngemäß: Dieses Haus steht in Gottes Hand Zum „Grossen Käse“ wird es genannt. |

### Naturdenkmäler

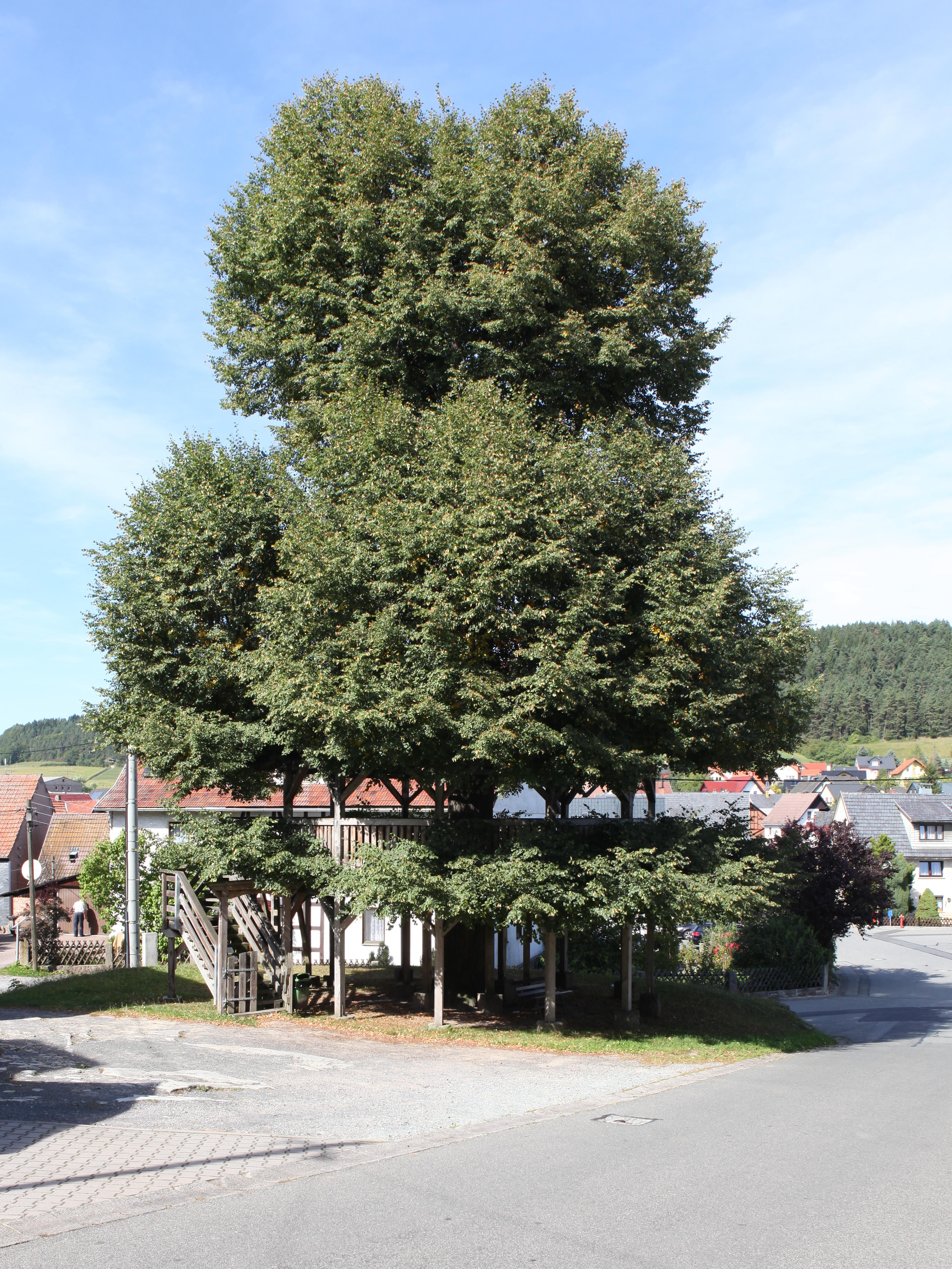
Tanzlinde, 1707 gepflanzt

- Die 300-jährige Tanzlinde auf dem Dorfplatz in Effelder wurde nachweislich 1707 gepflanzt. Bis 1751 wurde der untere Teil des Baumes „erzogen“ – man schnürte und stutzte die Äste, um einen hölzernen Tanzboden in die Linde einbauen zu können.[5] Seither trifft sich die Kirmesgesellschaft am zweiten Juliwochenende an diesem Ort zum Plantanz.[6]
- Der Krumme Stein ist ein markanter Findling und wurde erstmals 1378 in einer Grenzbeschreibung erwähnt. Er war ein natürliches Grenzzeichen zwischen dem Schaumbergischen Amt Schalkau und dem Hennebergisch-Meißnischen Amt Neustadt auf der Heide. Später markierte er die Grenze zwischen dem Herzogtum Sachsen-Meiningen und dem Herzogtum Sachsen-Coburg, danach zwischen Thüringen und Bayern sowie von 1949 bis 1990 zwischen der DDR und der BR Deutschland.[7]

### Regelmäßige Veranstaltungen
Die Kirmes in Effelder findet alljährlich am zweiten Wochenende im Juli statt.

### Dialekt
In Effelder wird Itzgründisch, ein mainfränkischer Dialekt, gesprochen.

## Sonstiges
Das älteste Rezept für die vielgepriesenen Thüringer Klöße stammt von Pfarrer Friedrich Timotheus Heim aus Effelder (bei Sonneberg) in seiner handschriftlich überlieferten „Topographie des Pfarrspiels Effelder“ (1808–1814).